# Maria Basilides
Maria Basilides [en hongarès: Mária Basilides] (Jolsva, Regne d'Hongria, actualment Jelšava, Eslovàquia, 11 de novembre de 1886 - Budapest, Hongria, 26 de setembre de 1946) fou una contralt hongaresa.
Maria Basilides va néixer el dia 11 de novembre de 1886 a la població de Jolsva, que en aquella època pertanyia al Regne d'Hongria, integrat dins l'imperi austrohongarès. Va estudiar amb Josef Sík a l'Acadèmia de Música de Budapest entre els anys 1905 i 1911. Una critica del seu concert de graduació elogiava la seva bella veu de mezzosoprano, que tendia cap a contralt. El mateix any 1911 debutà en el paper de Poppea de l'òpera Quo Vadis?, del compositor francès Jean Nouguès, al Teatre Municipal de Budapest, institució en la que Maria Basilides tingué l'oportunitat d'interpretar els papers d'Azucena (Il trovatore), Carmen, Mignon o Ulrica (Un ballo in maschera), fins que l'any 1915 va ser contractada per l'Òpera Nacional d'Hongria, teatre on va ser una de les estrelles més brillants, i on va estar vinculada fins a la seva mort.
A l'Òpera Nacional, amb el guiatge del director d'orquestra István Kerner, que va descobrir el gran potencial de Maria Basilides, va anar perfeccionant les seves interpretacions, començant l'any 1917, amb el paper de l'Orfeo, de Christoph Willibald Gluck, i continuant en el paper de Clitemnestra de l'òpera Iphigénie en Aulide, també de Gluck, impressionant el públic amb la seva veu i interpretació. Una fita important de la seva carrera fou la seva primera interpretació, l'any 1921, del personatge de Dalila, de l'òpera Samson et Dalila de Camille Saint-Saëns. De mica en mica, el repertori de Maria Basilides s'anà ampliant. Va ser la primera Marfa en l'estrena de la Khovànsxina de Modest Mússorgski a Hongria. També destacà en el paper de Gertrúd, de l'òpera Bánk Bán, del compositor hongarès Ferenc Erkel o en el de la Comtessa, a la La dama de piques de Piotr Ilitx Txaikovski.
Paral·lelament, sempre sota la direcció d'István Kerner, en aquells anys, Maria Basilides participà en diversos concerts interpretant obres de Ludwig van Beethoven, com ara la Novena Simfonia o la Missa Solemnis, però també àries de concert o lieder del mestre alemany.
Anys més tard, cap al 1937, el mateix director István Kerner va fer renéixer l'interès per les obres de Richard Wagner, i per assolir-ho escollí, juntament amb altres artistes, Maria Basilides, que va assumir els papers més importants de contralt, destacant particularment en els de Fricka (Die Walküre) i Erda (Das Rheingold), dotant-los d'una interpretació molt personal que obtingué gran èxit.
A partir de 1920 fou convidada sovint a l'estranger, principalment a Berlín on actuà amb assiduïtat. En aquella època assolí els cims més alts de la seva carrera, amb papers que realçaven la seva personalitat noble, afavorida per una veu suau, vellutada i ben equilibrada, defugint sempre dels mitjans espectaculars emprats per altres cantants de l'època. A més de Berlín, ciutats com ara Dresden, Múnic, Praga, Bucarest, Londres, Copenhaguen, Viena o Anvers, la van poder escoltar en nombroses ocasions, sovint sota la direcció de mestres com ara Richard Strauss, Bruno Walter, Erich Kleiber, Fritz Busch, Hans Knappertsbusch o Hermann Abendroth.
A part del escenaris operístics, Maria Basilides assolí grans èxits en la interpretació de lied i oratoris. Després de la seva participació en la Novena de Beethoven que hem comentat més amunt, fou sol·licitada sovint per interpretar altres obres en concert, i a Hongria pràcticament actuà en totes les ocasions possibles, participant en el Requiem de Wolfgang Amadeus Mozart, el El Messies de Georg Friedrich Händel o la Passió segons sant Mateu de Johann Sebastian Bach. Precisament, amb els anys, Maria Basilides feu altres memorables interpretacions de la Missa en si menor i diverses cantates de J. S. Bach, algunes de les quals han quedat recollides en excel·lents enregistraments.
D'altra banda, Maria Basilides, fou una sol·licitada i excel·lent intèrpret de les composicions vocals de Gustav Mahler, i també reeixí en els lieder de Franz Schubert, assolint sempre una perfecta interpretació que fou molt elogiada.
Maria Basilides fou també una gran defensora i una de les més importants propagadores de la música del seu país, Hongria, i estrenà obres de compositors com ara Béla Bartók o Zoltán Kodály que van col·laborar sovint amb ella.
Va estar casada amb el crític musical István Péterfi (1884-1962). Maria Basilides va morir el 26 de setembre de 1946 a Budapest. Les seves cendres reposen al cementiri de Kerepesi, a Budapest.